# Brian Fowler
Brian Fowler, nacido el 13 de septiembre de 1962 en Christchurch, es un antiguo ciclista neozelandés. Ha ganado cuatro medallas en los Juegos de la Mancomunidad (tres bronces y un oro) y representó a Nueva Zelanda en cuatro Juegos Olímpicos (1984, 1988, 1992 y 1996). Posee el récord de victorias en las dos grandes pruebas neozelandesas: el Tour de Southland (8 victorias) y el Tour de Wellington (4 victorias).

## Palmarés
| 1988 - Campeonato de Nueva Zelanda en Ruta 1989 - Campeonato de Nueva Zelanda en Ruta - Tour de Wellington 1990 - Tour de Wellington 1991 - Tour de Wellington 1992 - Tour de Wellington | 1994 - Vuelta a Sajonia - 2º en el Campeonato de Nueva Zelanda en ruta 1995 - Campeonato de Nueva Zelanda Contrarreloj 1996 - 2º en el Campeonato de Nueva Zelanda Contrarreloj 1997 - 2º en el Campeonato de Nueva Zelanda en ruta |